# Налим (разведывательный корабль)
«Налим», при закладке «СРТ-1109», ЛОЦ-55, с 1958 по 1963 ГС-55 — малый разведывательный корабль проекта 395, был переоборудован для специальных задач из среднего рыболовного траулера типа «Бологое». Принадлежал к Черноморскому флоту ВМФ СССР. Входил в состав 112-й бригады разведывательных кораблей.

## Служба
Средний рыболовный рефрижераторный траулер «СРТ-1109» типа «Бологое» был построен в ССЗ «Ленинская Кузница» (завод № 302) в Киеве в 1958 году (строительный № 1109). Первоначально был переоборудован в лоцмейстерское судно с переименованием в «ЛОЦ-55», и в сентябре 1958 года вошел в состав Черноморского флота.
В составе 432-го отдельного разведывательного корабельного дивизиона, приписанного к 205-му отдельному морскому радиотехническому дивизиону специального назначения.
В 1963 году был переклассифицирован в гидрографическое судно с переименованием в «ГС-55». В дальнейшем был переоборудован в малый разведывательный корабль (МРЗК) с переименованием в «Налим». С 1 июня 1971 года корабль находился в составе 112-й бригады разведывательных кораблей ЧФ.
Выполнял разведывательные задачи в Средиземном море в переменном составе 5-й Средиземноморской эскадры кораблей ВМФ.
Малый разведывательный корабль «Налим» был выведен из состава флота в 1991 году.

## Командиры
- Капитан 3-го ранга Ласточкин Н.[1][4]